# Celovec
Celovec [tsɛˈlɔːʋəts] (nemško Klagenfurt, od 1. februarja 2008 Klagenfurt am Wörthersee – Celovec ob Vrbskem jezeru, koroško narečje Clouvc) je glavno mesto avstrijske zvezne dežele Koroške in statutarno mesto (mesto na ravni okraja, zato je tudi sedež okraja Celovec-dežela/podeželje), na Koroškem edino poleg drugega največjega mesta v deželi, Beljaka. Mesto je bilo prvič naseljeno v 12. stoletju. Prebivalstvo Celovca šteje okoli 105.000 ljudi (2025; skupaj z upravnim okrajem Celovec-okolica/podeželje, ki vključuje tudi mesto Borovlje in na jugu sega vse do Karavank/slovenske meje, pa več kot 166.000).
Celovec je izletniška točka z gorami južno in severno od njega. Ob robu mesta leži veliko parkov in 23 gradov. Poleti mesto gosti festival »Altstadtzauber« (»Čarobnost starega mesta«). Velja si ogledati stari del mesta s središčem »Stari trg« in zmajev vodnjak na »Novem trgu«. Na zahodu se mesto razteza skoraj do Vrbskega jezera, največjega koroškega in enega od najtoplejših alpskih jezer.
Celovec je sedež Alpsko-jadranske univerze (ustanovljene 1970), od leta 2019 pa tudi Zasebne glasbene univerze Gustava Mahlerja (Gustav Mahler Privatuniversität für Musik), bivšega Koroškega deželnega konservatorija (Kärntner Landeskonservatorium). V Celovcu so mdr. Mestna galerija, Koroški muzej moderne umetnosti, Alpen-Adria-Galerie, planetarij, največji mestni park - Park Evrope, ki leži med mestom in Vrbskim jezerom itd.  
Od njene ozemeljske razširitve leta 1787 je Celovec sedež dvojezične nemško-slovenske krške škofije. 
Celovec ima tudi letališče.
Celovec je zgodovinsko, kulturno in politično središče Slovencev na Koroškem in je bilo sredi 19. stoletja vseslovensko versko-kulturno središče, kjer so v bogoslovju negovali slovenski jezik, v Celovcu pa je imela v letih 1851 do 1918 sedež Mohorjeva družba. Še danes imajo vse slovenske osrednje organizacije Koroških Slovencev svoj sedež v Celovcu. Posebnega pomena so slovenske založbe Drava, Mohorjeva in Wieser, ki nudijo širok spekter knjig v raznih jezikih in so usmerjene v medkulturni dialog. Ob avstrijskih izobraževalnih ustanovah sta v mestu slovenska otroška vrtca Mohorjeve in Naš otrok, slovenski/dvojezični osnovni šoli v Šentpetru in Mohorjeve ter 1957 ustanovljena slovenska gimnazija (Zvezna gimnazija za Slovence v Celovcu) in kasneje še dvojezična Zvezna trgovska akademija. Vsecelovška slovenska fara je posvečena svetemu Cirilu in Metodu. Posebnega pomena so tudi Slovenski znanstveni inštitut, Narodopisni inštitut Urban Jarnik ter Slovenska študijska knjižnica v Celovcu.
Jožef Stefan, Ingeborg Bachmann in Robert Musil so tri znane osebnosti, rojene v Celovcu. Mesto je dalo ime celo enem izmed 191 otokov Dežele Franca Jožefa v Severnem ledenem morju, ki spada k Rusiji (rusko Остров Клагенфурт – Otok Klagenfurt).

## Ime
Občinski svet je 3. julija 2007 sklenil, da se mesto Celovec (Klagenfurt) preimenuje v Celovec ob Vrbskem jezeru (Klagenfurt am Wörthersee), kar je potrdil tudi koroški deželni zbor. Upali so namreč, da bo to povečalo turistično privlačnost in s tem tudi tržno zanimanje za mesto. Kritiki so po drugi strani poudarjali, da je Celovec ob Vrbskem jezeru šele od začetka 20. stoletja zaradi nakupov nepremičnin in da ima z Vrbskim jezerom malo skupnega v kulturno-zgodovinskem smislu.

## Galerija
- Rojstna hiša Jožefa Štefana na Žrelški cesti 88 v Celovcu
- Celovec okoli leta 1735
- Marko Pernhart: Celovško polje proti severozahodu, olje na platnu.